# オルフェン
オルフェン (ドイツ語: Olfen, ドイツ語発音: [ˈɔlf̩n]、低地ドイツ語: Ollfen) は、ドイツ連邦共和国ノルトライン＝ヴェストファーレン州ミュンスター行政管区のコースフェルト郡に属す市である。

## 地理

### 位置
本市は、ミュンスターラント南部、ミュンスターの南西約 33 km（直線距離）のホーエ・マルク＝ヴェストミュンスターラント自然公園の東周縁部に位置している。シュテーファー川が市街地を貫いており、ドルトムント＝エムス運河のノイエ・ファールト（直訳: 新流路）が東約 2 km、リッペ川が南約 5 km を流れている。運河のアルテ・ファールト（直訳: 旧流路）の水域は街の中心部の南側で終わっている。リッペ川はオルフェンとダッテルンとの間の市境をなしており、同時にコースフェルト郡とレックリングハウゼン郡との郡境でもある。ウナ郡との郡境はリッペ川の北側、ドルトムント＝エムス運河の東対岸を通っており、北東部は、リューディングハウゼンとゼルムとの市境をなすシュテーファー川に続いている。
西はケーケルズマー・ハイデ、南東はザントフォルター・フォルストがある。これらはともに広い森林地域であり、19世紀の地形図にすでに記述されている。南周縁部のリッペアウエ（川沿いの草地）や中心街のすぐ北側や北西に向かう川沿いのシュテーファーアウエは広い自然保護区を形成している。

### 隣接する市町村
オルフェンに隣接する市町村は、北から時計回りに、リューディングハウゼン、ゼルム、ダッテルン、ハルテルン・アム・ゼーである。

### 市の構成
オルフェンには、公式にはシュタットタイル（市区）やシュタットヴェツィルク（行政区）は存在しないが、オルフェン＝シュタットとオルフェン＝キルヒシュピールのゲマルクング（登記上の地区）に分けられる。キルヒシュピールはリング状にシュタットを取り囲んでおり、4つの農場集落からなる。南東のフィヌム、南西のジュルゼン、北西のケーケルズム、北東のレヒェーデである。

## 歴史
オルフェン地区は、先史時代や古代からの入植地である2008年水浴場の建設工事で青銅器時代から鉄器時代の墓地が発見された。集落跡は新石器時代から中世まで続いていた。
2008年には紀元後10年頃のローマ軍のオルフェン駐屯地も発見された。おそらく 5 ha 以上の広さを持つこの冬営地は、ローマ帝国によるゲルマニア征服がライン右岸に達し始めた頃に起源を持ち、ドルススの進軍の際に利用された。おそらくリッペ川の渡渉を管理したもので、ローマによる征服活動の最も重要な兵站上のランドマークの1つであった。

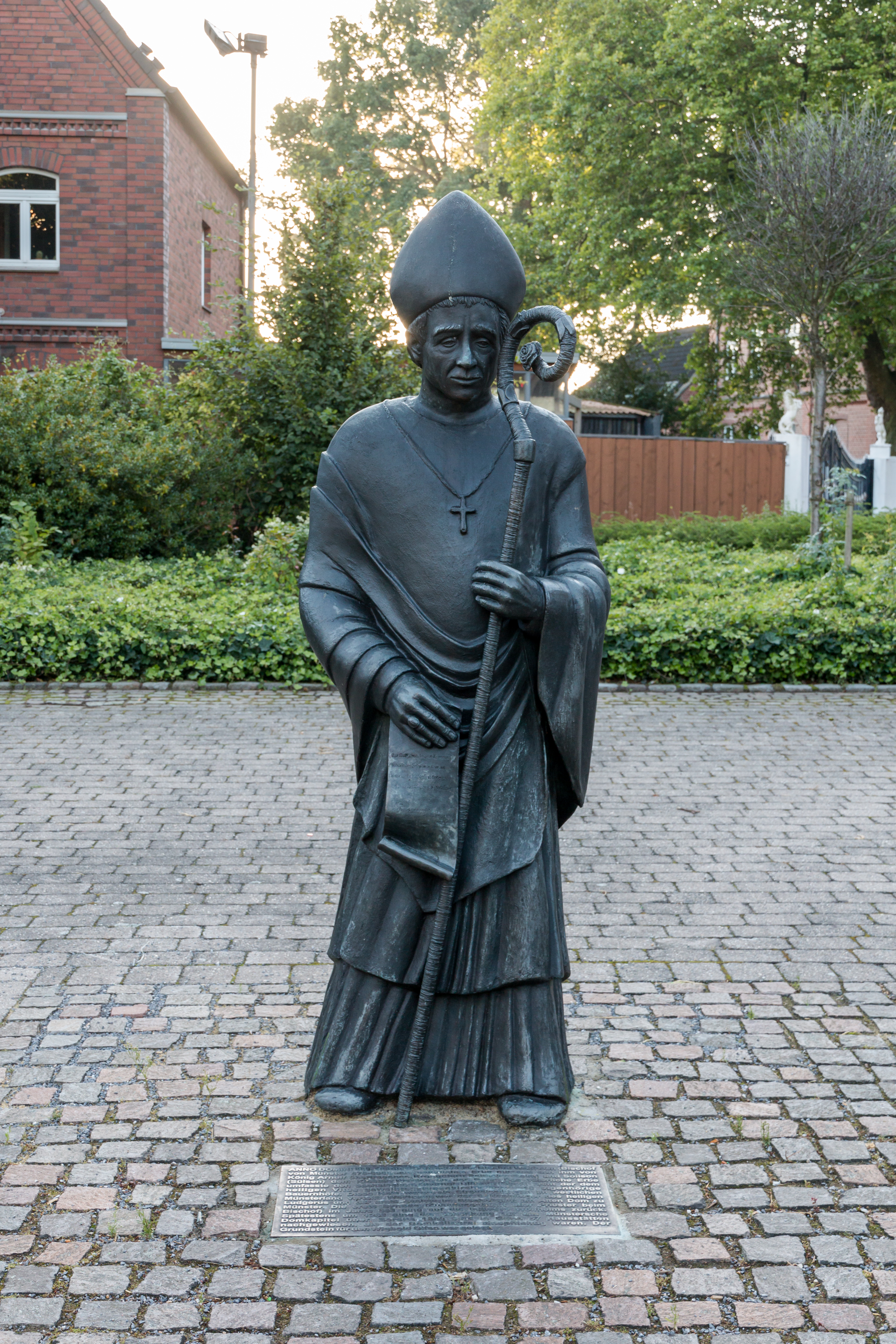
ヴォルフヘルム司教の記念碑

オーバーホーフ Ulfloa を所有し、889年にオルフェンのすべての所有地をヴェルデン修道院に寄贈したミュンスター司教ヴォルフヘルムがこの街の名前の由来となった。商人や職人が定住した後オルフェンは、初めはライン街道（現在の連邦道235号線）を介した広域交易の拡大とともに繁栄し、1500年頃には人口約500人の限定的な権利を有する都市へ発展した。しかしその後数世紀にわたってオルフェン市民は歴史的事件の結果の最前線で戦わなければならなかった。1600年頃にミュンスターラントにまで影響が及んだスペイン＝ネーデルラント戦争（八十年戦争）を背景に、横行する強盗や略奪から身を守るためにオルフェン市民は独断で堀と土塁を築いた。
疫病、凶作、重税、軍隊の行軍がこの街のさらなる発展を妨げた。19世紀になってようやく、根本的な社会的・経済的変革と産業革命によりオルフェンも新たなチャンスを得た。1857年8月31日の火災では1人が亡くなり142件の家屋が破壊された。この火災は「オルフェン大火」としてオルフェンの歴史に刻み込まれている。
オルフェンは1569年から Titularstadt（または Wigbold。名目上の都市）となり、1820年にはすでにヴェストファーレン州長官により Stadt（都市）とみなされていたが、都市権の授与に関する文書が発行されたのは1905年になってからであった。

### 市町村合併
1975年1月1日にノルトライン＝ヴェストファーレン州の地域再編に伴って自治体キルヒシュピール・オルフェンがオルフェン市に合併した。

## 行政

### 議会
オルフェン市の市議会は32議席からなる。

### 首長
2015年9月にヴィルヘルム・ゼンダーマン (CDU) が新たな市長に選出された。この選挙では対立候補がおらず、有効投票数の 88.7 % が支持票であった。投票率は 41.7 % であった。2020年9月の選挙で彼は、81.5 % の支持票を獲得して市長に再選された。2015年以前の市長はヨーゼフ・ヒンメルマン (CDU) であった。

### 姉妹都市
オルフェンには公式な姉妹都市はない。1967年から2002年までデュルメンに駐屯していたドイツ連邦軍第7砲兵連隊司令砲兵中隊とパートナーシップ関係にあった。
この他にオルフェンはフランスのヴェレームと友好関係にある。これには歴史的背景がある。オルフェン出身の司祭ハインリヒ・ニーヴァントが、ドイツ国防軍野戦憲兵隊による村の破壊を阻止したことに由来する。

### 紋章
紋章は1967年11月6日に認可された。地域再編後、かつての自治体であるシュタット・オルフェンとキルヒシュピール・オルフェンが合併して成立した新しいオルフェン市の市議会は、1975年5月23日にこの紋章の使用を議決した。
図柄: 金地に赤い横帯。帯の上に大文字赤字の「W」、下に大文字赤字の「O」。
この紋章は「Wigbold Olfen」（一部の特権を揺する町オルフェン）を意味している。1702年の印章には、聖フィトゥスをサポーターとするバロック様式の司教区の紋章が描かれ、バロック様式の装飾（シュロの葉）と建物記号 W・O が記されていた。
オルフェンが市の地位を得たのは1589年に遡る。当時いくつかの村は特権によって「フライハイト」あるいは「ヴィクボルト」（いずれも制限された都市権の一部を有する町）に昇格し、個別の特別な権利によって一般の田舎の村と区別されていた。オルフェンは1600年に独自の裁判所を獲得した。頭文字 W・O を記した印章は1593年まで使用が確認されている。紋章は、ミュンスター司教領から金-赤-金の配色を継承している。ミュンスター司教領は、1122年にカッペンベルク伯からドラインガウ（現在のドルトムントやボーフム周辺）を譲渡された際に、この配色を受け継いだ。

## 文化と見どころ

### 余暇と旅行
- 2010年5月、シュテーファーアウエの端にオルフェン水浴場がオープンした。この敷地内には、4.8 ha のリラックススペースと 1400 m2 の水面がある。
- 多くのアトラクションがあるファミリーパーク「グート・エーファーズム」は市街にも広く知られている。

### 自然文化財
- シュテーファーアウエは、オルフェンを象徴する場所になっている。オルフェン市はシュテーファー川（ドイツ語版、英語版）南岸沿いの連続した土地を代替地やエコ・アカウント（建設業者が支払う補償金の口座）の資金によって取得した。この何 km にも及ぶ細長い土地には、ヘック牛（ドイツ語版、英語版）、コニック、ロバ（ポワトゥー・ロバ（ドイツ語版、英語版）やカタラン・ロバ）が放牧され、自然に近い状態が復元されている。この土地はさらに拡張される予定である[12]。

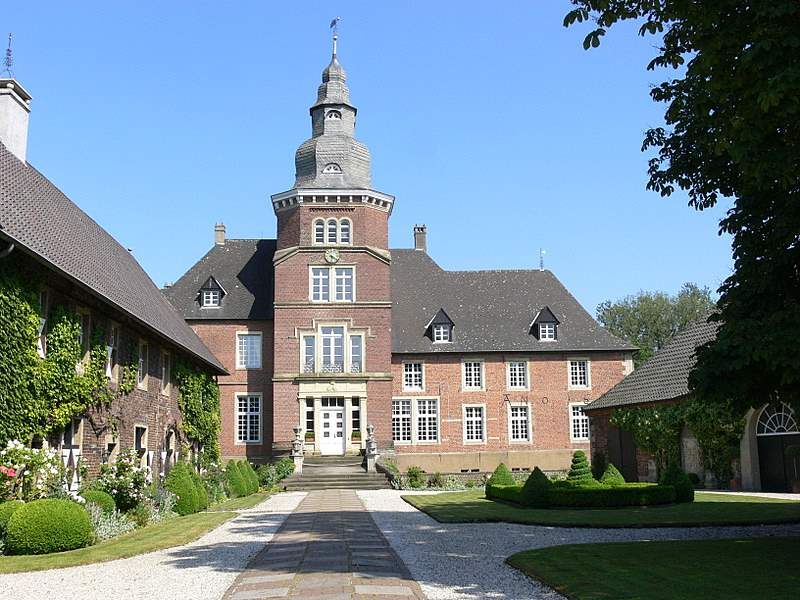
ザントフォルト城

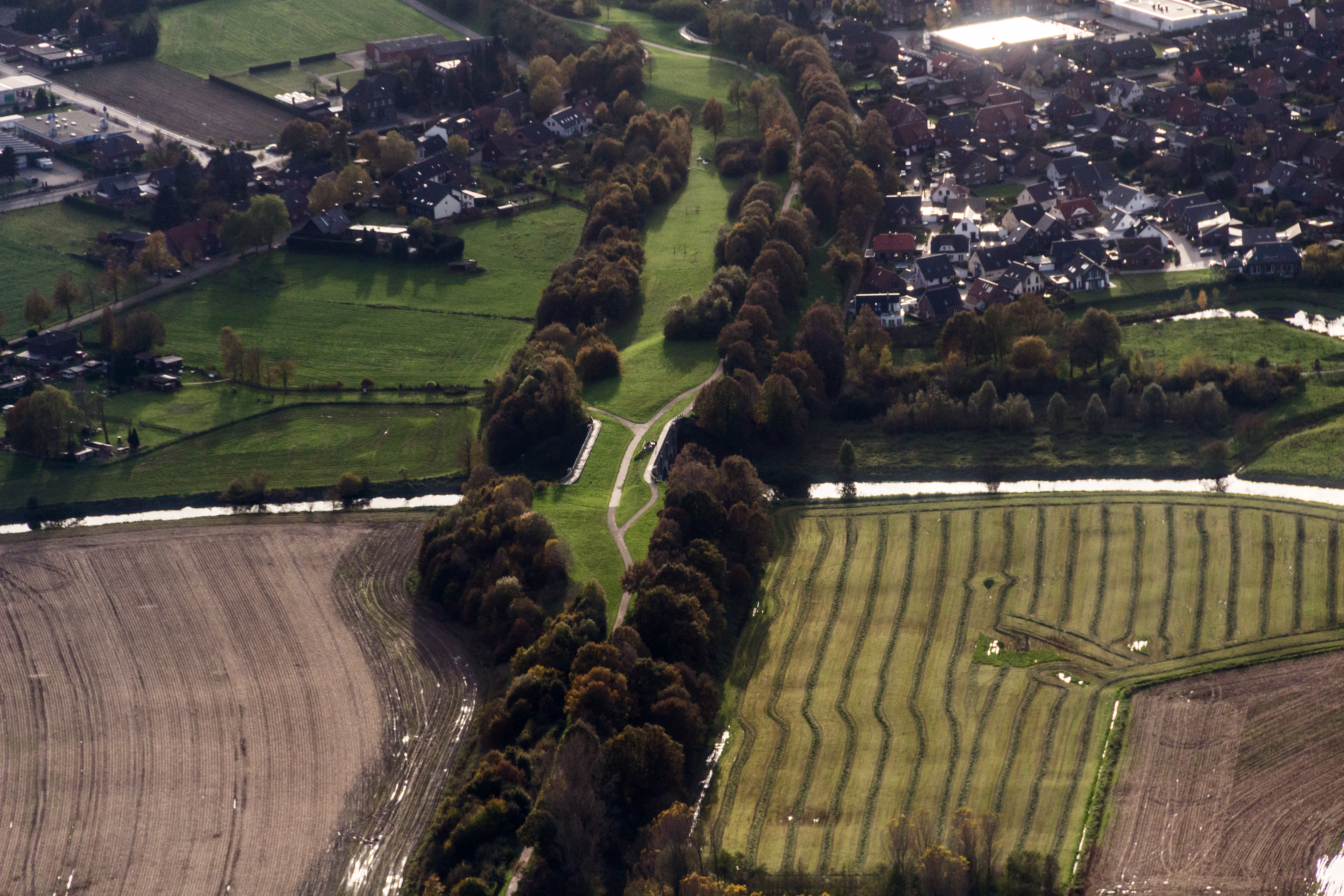
ドルトムント＝エムス運河のアルテ・ファールト（下を流れるのはシュテーファー川）

### 建築
- ザントフォルト城。16世紀に建設された城館で、現在も個人の所有である。外側からのみ観ることができる。
- ラウシェンブルク城。リッペ川の河畔にある荒廃した水城の跡。
- ドルトムント＝エムス運河のアルテ・ファールト。この運河のダッテルン（ドイツ語版、英語版）からかつての港までの区間。堤防跡は一部が破壊されている。現在も遺されている堤防部分は、遊歩道と樹木の学習路になっている。堤防の高さがあるため、ここからはオルフェンの街や「シュテーファーアウエ」の良い眺望が得られる。3本の美しい運河橋も遺っている。リッペ川を跨ぐアルテ・ファールト運河橋、オスト通りを越えるシーフェ橋、シュテーファー川に架かる運河橋である。運河の側道や旧港では2010年まで毎年、ボビー＝カー＝レースが開催されていた。
- 聖フィトゥス教区教会。オルフェンの象徴的建造物であるこの教会の塔（ドイツ語版、英語版）は、遠くからも見ることができる。この教会は、その重厚な造りで市内の他の建物とは一線を画している。この教会は、1450年に建造された先行する建物があった場所に、1888年にヒルガー・ヘルテルによって建設された。この教会には15世紀の洗礼盤がある。これはおそらく先行する教会から受け継いだものである。16世紀の金属製の聖母像もここで拝観することができる。教会広場には司教ヴォルフヘルムの記念碑がある。
- ゲルベス・ハウス、19世紀の民家建築。黄色い漆喰塗りのファサードから「ゲルベス・ハウス」（黄色い家）と呼ばれる。かつては肉屋と旅館が営まれていた。その後は長らく純粋な住居として使われた。市がこの建物を購入し、短い間移民の仮宿泊施設として利用された後、市はこの建物を完全に改修・改築した。現在は市行政機関の一部が入居している。この建物は様々な遊歩道や自転車道の起点となっている。この建物はマルクト広場に直接面している。
- ローマ軍のオルフェン駐屯地。2010年にオルフェンの南西で発見された遺跡だが、まだ完全に解明はされていない。
- Kittの泉。教会の近くにあり、オルフェンの謝肉祭の長い伝統にちなんでいる。この泉は特別な泉である。これにはビールのディスペンサーが組み込まれており、底のフラップには樽を接続することができる。王子の召使い「ヨハン」のカバンには蛇口を取り付けることができる。カーニバルなどの特別な機会には、この泉は「ビールの泉」に変わるのである。

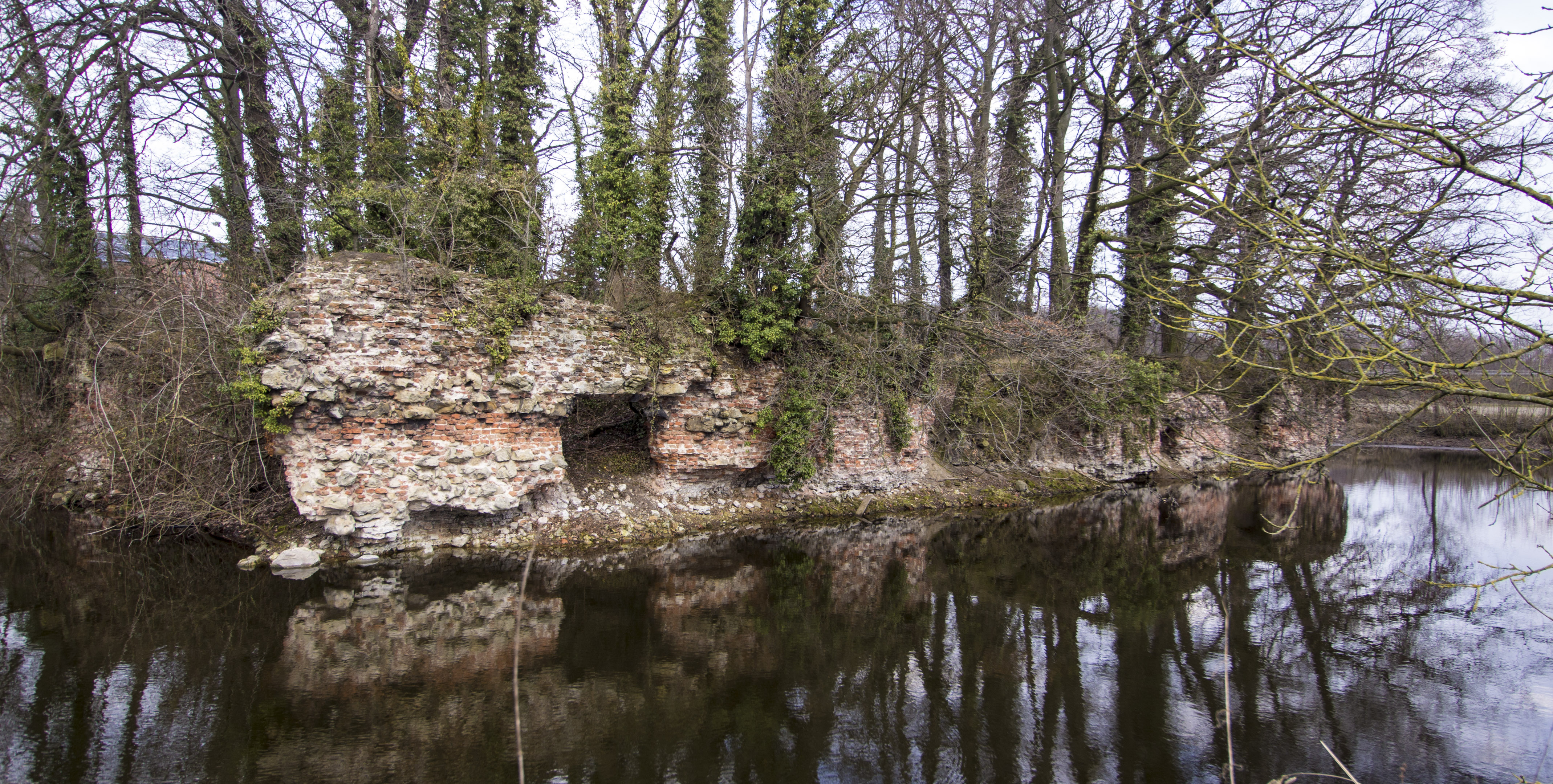
ラウシェンブルク城趾
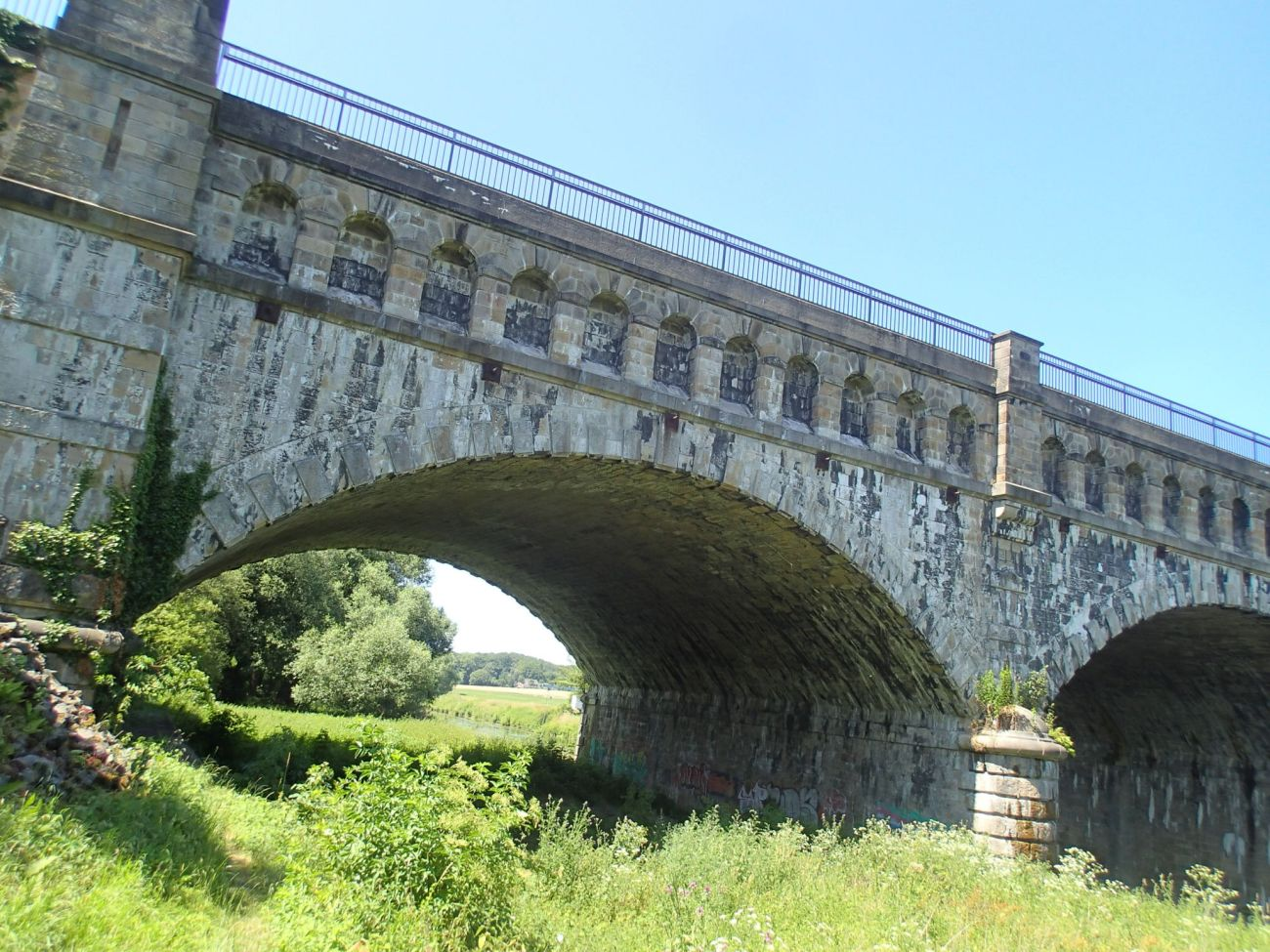
リッペ川に架かるアルテ・ファールト運河橋
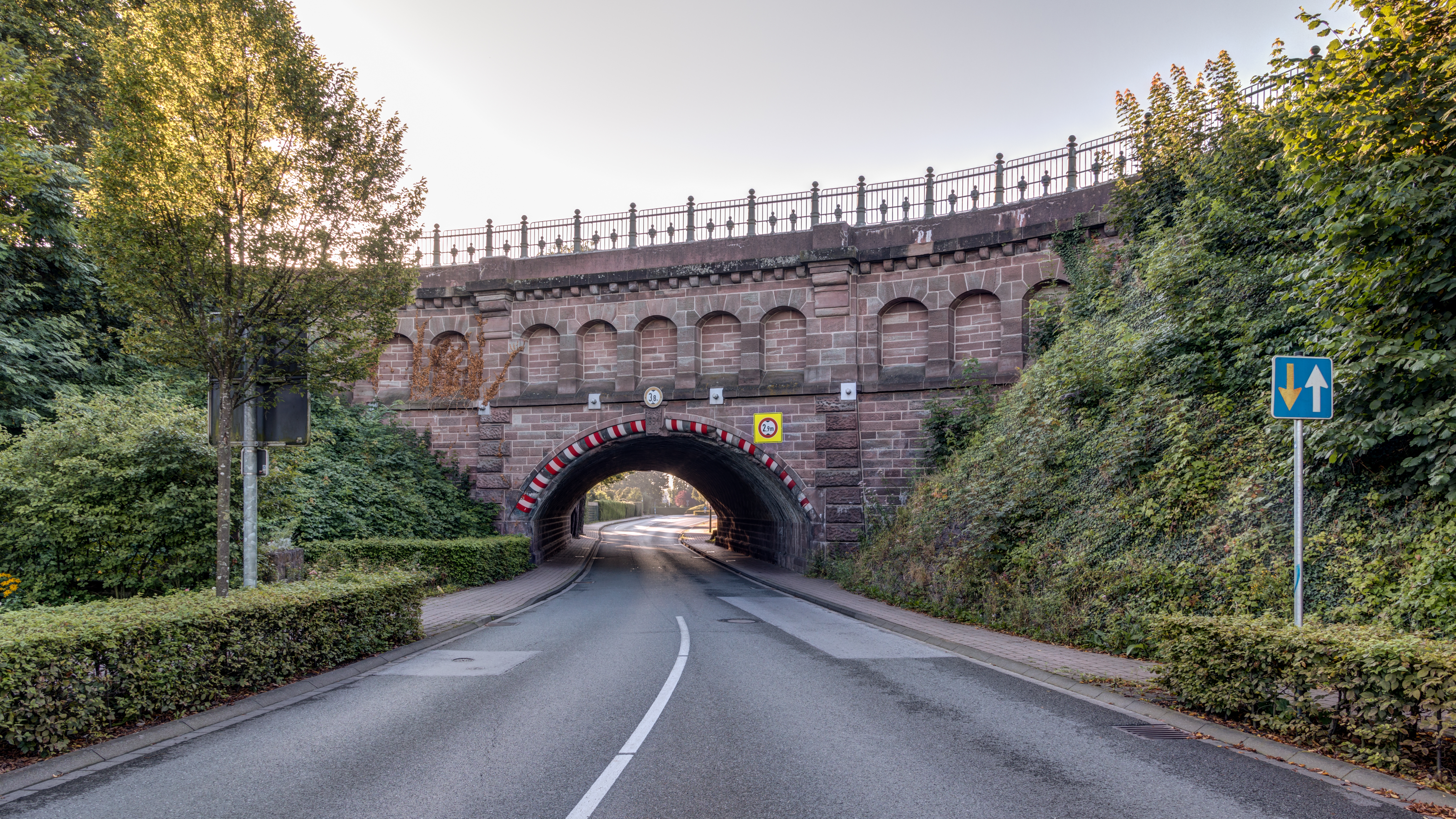
オスト通りとシーフェ橋
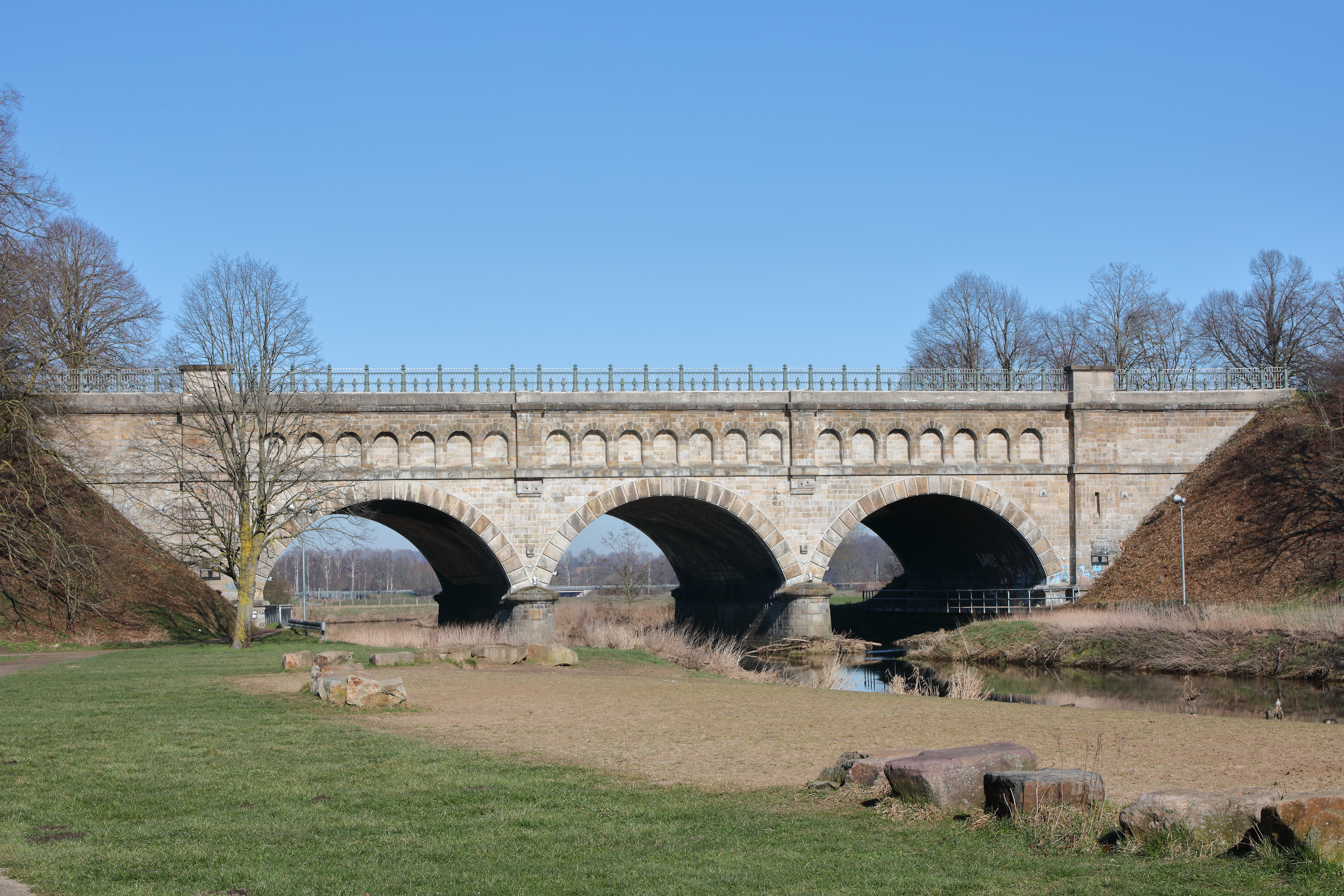
シュテーファー川に架かる運河橋
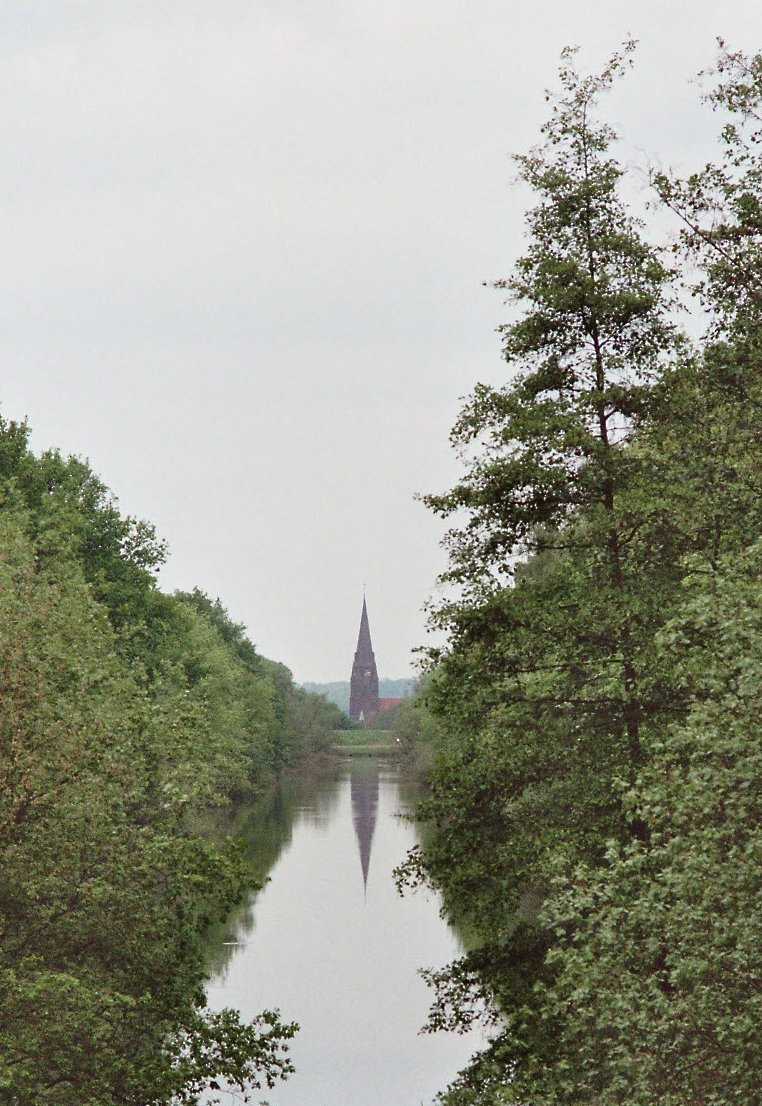
アルテ・ファールト越しに見える聖フィトゥス教会の塔
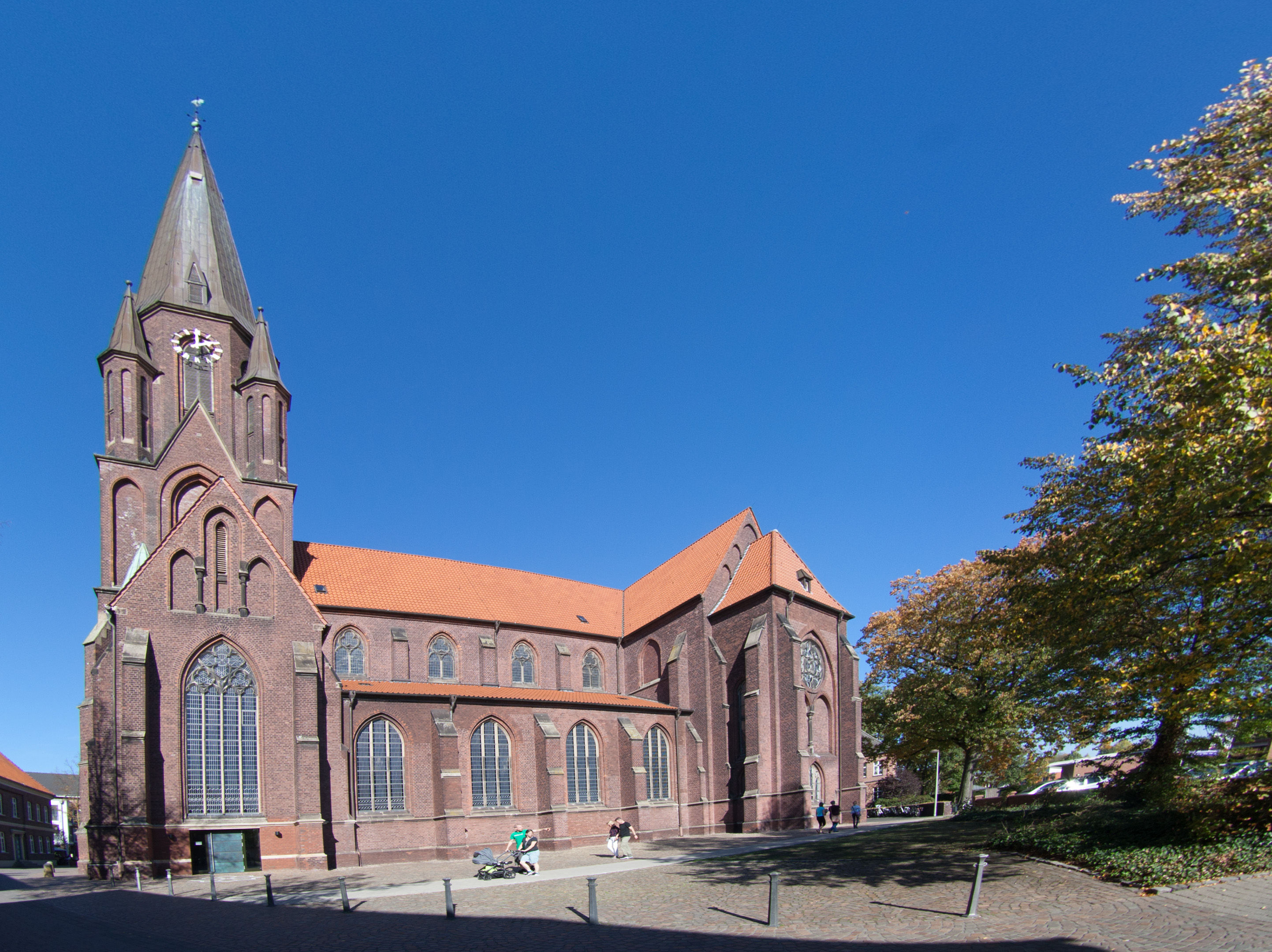
聖フィトゥス教会

### 演劇
芸術・文化クラブ (K. u. K. Olfen e. V.) は、オルフェニウムで数多くの展覧会、演劇・演芸上演を行っている。

### 音楽
- この街では多くのクラブ・サークルが音楽を楽しんでいる。
- オルフェン音楽学校は、リューディングハウゼン音楽学校クライスに所属している。

### クラブ・団体
余暇に多くのスポーツ種を提供する下部グループを擁するSuSオルフェンに加えて、ボスコ・セヴァナ協会における社会的取り組みが重視されている。オルフェン・テニスクラブ1975 e.V. は、屋外コート6面、屋内コート1面で、オルフェンとその周辺のテニス愛好者に糧的な雰囲気でテニスをする機会を提供している。
カーニバルクラブ「KITT」フォン・1834 e.V. は、毎年カーニバルの火曜日に大規模なパレードを行っており、しばしば2万人以上の見物客をこの街に呼び込んでいる。
本市には全部で4つの射撃クラブ（オルフェン、ケーケルズム、フィヌム、ジュルゼン）があり、オルフェンで様々な活動を行っている。
市立屋内プールでは、DLRGオルフェンとオルフェナー・スイミング・クラブは2007年に青年活動を成功させた。この他にドイツ赤十字オルフェン支部e.V.が防災活動とともに青年活動も行っている。ドイツ赤十字は、多くの救護サービスの他にオルフェンの高齢者向けに独自の衣類配布所や呼応礼者ケアサービスを提供している。
オルフェン市民バス協会 e.V. は「市民が市民を運ぶ」というモットーの下、市内交通を担っている。

## 経済と社会資本

### 交通
- オルフェンは連邦道236号線（ゼルマー通り）と474号線（ブルンスヴィッカー通り）の終点であり、235号線（ダッテルナー通りおよびリューディングハウザー通り）が通っている。
- 西バイパス道路 K9n は、2011年11月に開通したが、「公式な」名称はまだつけられていない。
- 市域の東部をドルトムント＝エムス運河が通っている、旧ドルトムント＝エムス運河（アルテ・ファールト）跡が市内を通っており、自転車道や遊歩道に利用されている。
- オルフェンの市域を通る最も重要な自転車道は、100城ルート[13]およびレーマー＝リッペ＝ルート[14]である。どちらの自転車道もシュテーファーアウエを直接通っている。
- オルフェンは鉄道網に接続していない。最寄りの駅は、リューディングハウゼンとゼルムにある鉄道ドルトムント - グローナウ線の駅である。ミュンスターラント地域交通のバスが近郊交通を提供しており、市民バスがこれを補完している[15]。

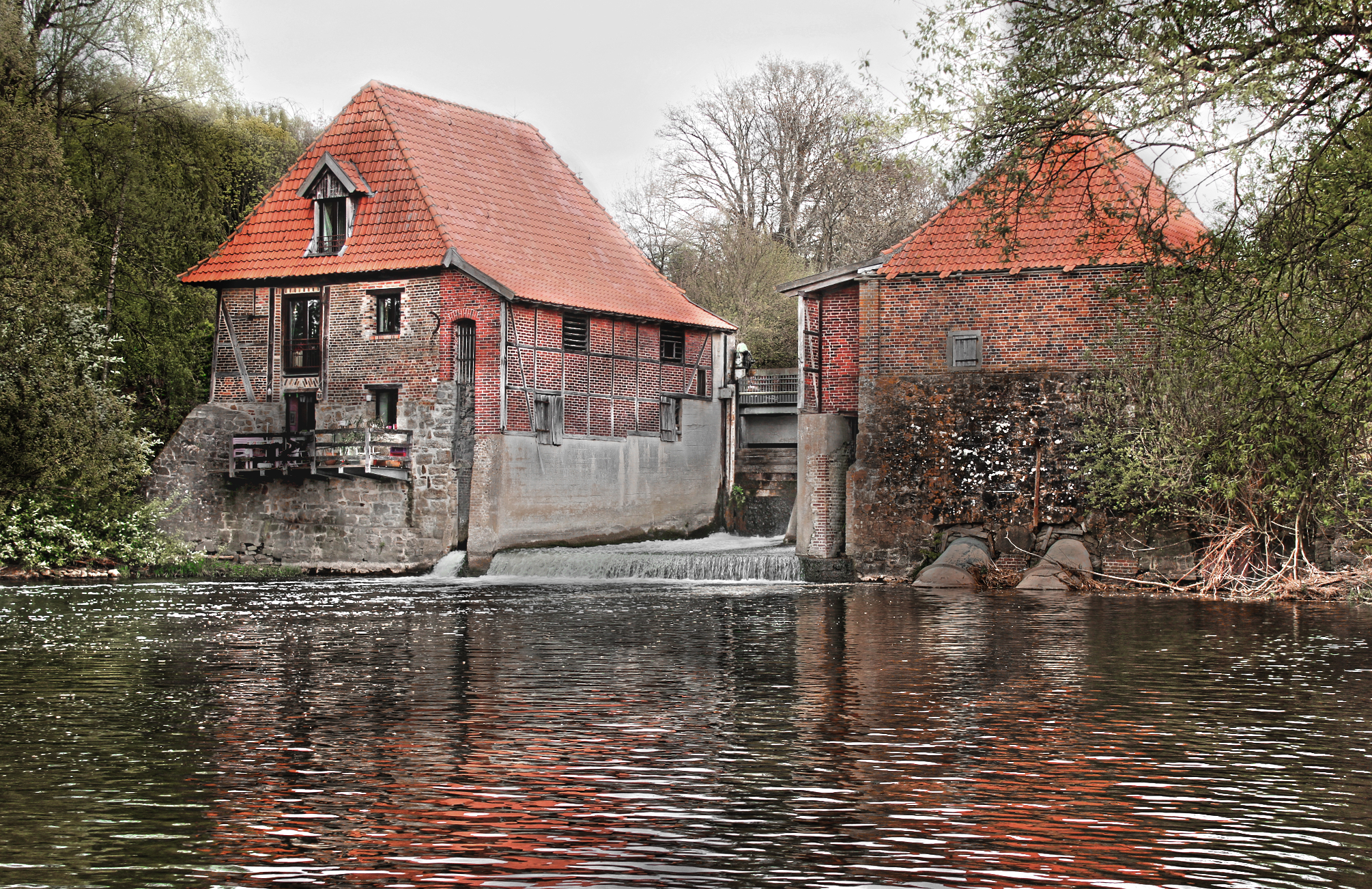
フュヒテルナー水車

### エコエネルギー
- シュテーファー川のフュヒテルナー水車は、長年水力発電を行ってきた。
- 2007年10月末、レヒェーデにオルフェン初の風力発電施設が建設された。定格出力 800 kW のエネルコンE-48風力発電機1基が設置されている。

## 人物

### 出身者
- グンター・シュリエルカンプ（1970年 - ）ボディービルダー。

### ゆかりの人物
- ユーレ・ハケ（ドイツ語版、英語版）（1999年 - ）カヌー選手。2024年パリオリンピック 女子 K-2 500m銅メダルおよびK-4 500m銀メダル受賞者。

## 関連図書
- Ludwig Pago (1994), “Aus der Geschichte des domkapitularischen Oberhofes Olfen”, Geschichtsblätter des Kreises Coesfeld 19:  pp. 1–16
- Ludwig Pago (1999), “„… eine Graft u. Wall in die Runde umb daß Wibbolt aufgeworfen …“ Ein unendlicher Streit um die Befestigung des Wigbolds Olfen (1592–1602)”, Geschichtsblätter des Kreises Coesfeld 24:  pp. 39–53
- Gertrud Althoff; Diethard Aschoff (2000). Geschichte der Juden in Olfen. Jüdisches Leben im katholischen Milieu einer Kleinstadt im Münsterland. Münster: Lit. ISBN 978-3-8258-4662-6
- Ludwig Pago (2001), “Hausstätten der Herrschaft Nordkirchen im Wigbold Olfen”, Geschichtsblätter des Kreises Coesfeld 26:  pp. 1–20
- Werner Frese, ed (2011). Geschichte der Stadt Olfen. Bielefeld: Verlag für Regionalgeschichte. ISBN 978-3-89534-889-1
- Peter Ilisch (2014). Olfen. Münster: Ardey-Verlag